# Cucumaria miniata
Cucumaria miniata är en sjögurkeart som först beskrevs av Brandt 1835.  Cucumaria miniata ingår i släktet Cucumaria och familjen korvsjögurkor. Inga underarter finns listade i Catalogue of Life.

## Bildgalleri

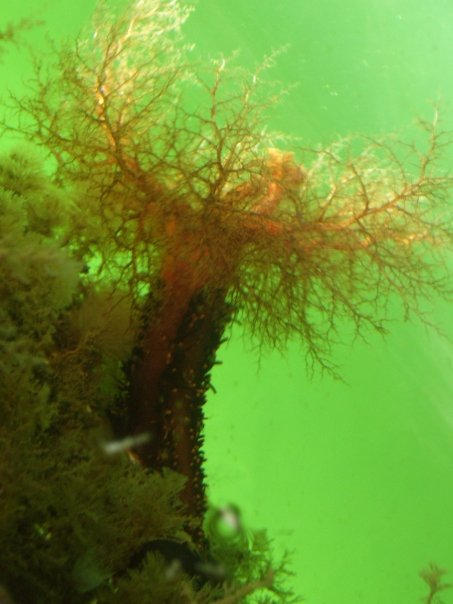
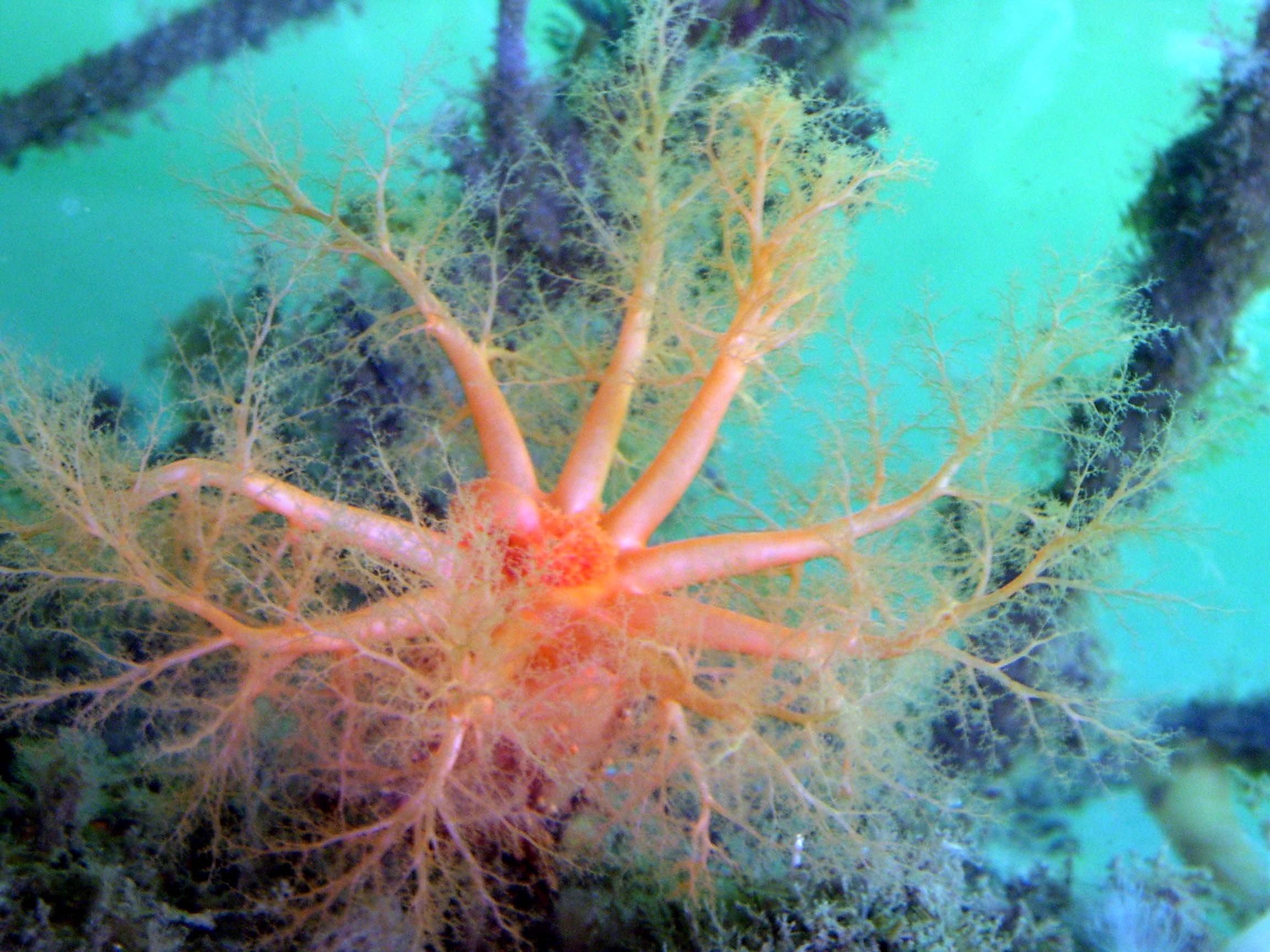
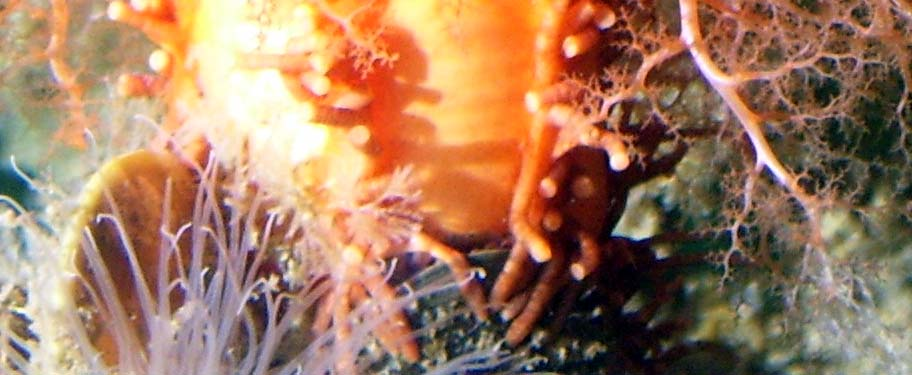
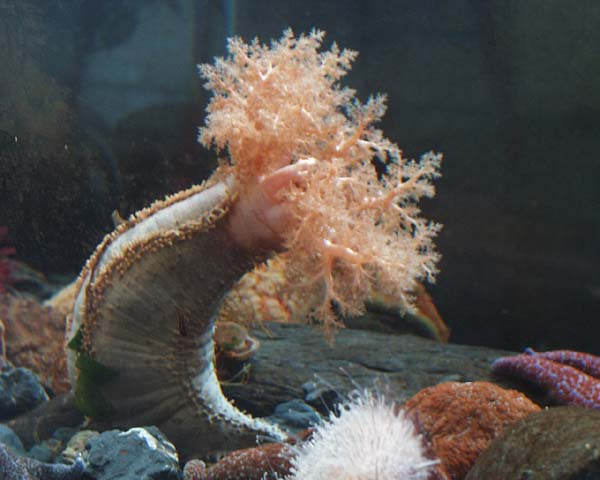